# Junes Barny
Junes Barny (sinh ngày 4 tháng 11 năm 1989) là một cầu thủ bóng đá người Thụy Điển thi đấu cho GAIS ở vị trí tiền đạo. Anh trai của anh, Kamal, thi đấu cho FC Höllviken, cả hai đều mang quốc tịch Maroc.